# Vukovarsko-sremska županija
Vukovarsko-sremska županija (hrvaško Vukovarsko-srijemska županija) je ena izmed 21 županij Hrvaške. Glavno mesto županije je Vukovar.

## Upravna delitev
- Mesto Vukovar (sedež županije)
- Mesto Vinkovci
- Mesto Županja
- Mesto Ilok
- Mesto Otok
- Mesto Soljani
- Občina Andrijaševci
- Občina Babina Greda
- Občina Bogdanovci
- Občina Borovo
- Občina Bošnjaci
- Občina Cerna
- Občina Drenovci
- Občina Gradište
- Občina Gunja
- Občina Ivankovo
- Občina Jarmina
- Občina Lovas
- Občina Markušica
- Občina Negoslavci
- Občina Nijemci
- Občina Nuštar
- Občina Privlaka
- Občina Stari Jankovci
- Občina Stari Mikanovci
- Občina Tompojevci
- Občina Tordinci
- Občina Tovarnik
- Občina Trpinja
- Občina Vođinci
- Občina Vrbanja